# Meine Tante - deine Tante (film 1927)
Meine Tante - deine Tante è un film muto del 1927 diretto da Carl Froelich.

## Produzione
Il film fu prodotto dalla Henny Porten-Froelich-Produktion.

## Distribuzione
Distribuito dalla Paramount-Ufa-Metro-Verleihbetriebe GmbH (Parufamet), il film - ottenuto il visto di censura il 21 febbraio - fu presentato a Berlino il 25 febbraio 1927.